# Fontaine-la-Mallet
Fontaine-la-Mallet är en kommun i departementet Seine-Maritime i regionen Normandie i norra Frankrike. Kommunen ligger i kantonen Montivilliers som tillhör arrondissementet Le Havre. År 2022 hade Fontaine-la-Mallet 2 713 invånare.

## Befolkningsutveckling
Antalet invånare i kommunen Fontaine-la-Mallet
| Referens: INSEE |